# Końskowola
Końskowola es un pueblo al sureste de Polonia, situado entre Puławy y Lublin, cerca de Kurów, en la orilla del río río Kurówka. Es la capital de una comuna separada (gmina) dentro del condado de Puławy y del voivodato de Lublin. Población: 2188 habitantes (2004).

## Nombre
Końskowola significa de forma literal "El deseo del caballo", pero su nombre viene de Wola - un tipo de poblado, y el nombre de su dueño - Jan z Konina (Jan Koniński, John de Konin). La primera mención del nombre Konińskawola es de 1442.

## Historia
La villa fue fundada probablemente durante el siglo XIV, bajo el nombre de Witowska Wola. Posteriormente se le cambió el nombre a Konińskawola, su forma actual, en el siglo XIX.
El 8 de junio de 1532, el pueblo fue adquirido por una compañía. Como pueblo privado, Końskowola sirvió como centro de comercio de productos alimenticios para la zona circundante. También se localizaron aquí varias fábricas de producción textil. Hubo mucha inmigración desde otras partes de Polonia, así como inmigrantes de Sajonia.